# エドワード・サマセット (第4代ウスター伯)
第4代ウスター伯爵エドワード・サマセット（英語: Edward Somerset, 4th Earl of Worcester, KG,PC, 1550年頃 - 1628年3月3日）は、イングランドの貴族、廷臣。
第3代ウスター伯爵ウィリアム・サマセットの長男でエリザベス朝後期からステュアート朝前期にかけて廷臣として役職を歴任した。

## 経歴
1550年頃に第3代ウスター伯爵ウィリアム・サマセットとその妻クリスティアン（初代ノース男爵エドワード・ノースの娘）の間の唯一の男子として生まれた。
1589年2月に父の死により第4代ウスター伯爵位を継承した。
1590年6月にはスコットランドへの特使を務めた。1591年にはミドル・テンプルで学ぶ。1592年にオックスフォード大学を卒業してマスター・オブ・アーツ(MA)の学位を取得。1593年にはガーター勲章を受勲した。
1598年1月には副主馬頭、1601年から1616年にかけては主馬頭を務めた。1601年6月に枢密顧問官に列した。またしばしば軍務伯委員会の共同委員を務め、1603年のジェームズ1世戴冠式の際には彼が軍務伯を務めた。1602年から死去までグラモーガン統監とモンマスシャー統監も務めた。ジェームズ1世の寵愛を受け、セヴァーン川の渡航料の徴収権を与えられた。
1612年から1614年まで大蔵委員（Commissioner of the Treasury）を務めた。主馬頭退任後は王璽尚書に転任し、1625年まで務めた。
1628年3月3日に死去。爵位は次男ヘンリー・サマセットが継承した。

## 栄典

### 爵位
1589年2月21日に死去した父ウィリアム・サマセットより以下の爵位を継承した。
- 第4代ウスター伯爵 (4th Earl of Worcester)
（1614年2月1日の勅許状によるイングランド貴族爵位）
- 第6代ハーバート男爵 (6th Baron Herbert)
（1461年7月26日の議会招集令状（英語版）によるイングランド貴族爵位）

### 勲章
- 1593年4月23日、ガーター騎士団（勲章）ナイト（KG）[3]

## 家族
1571年にエリザベス（第2代ハンティンドン伯爵フランシス・ヘイスティングスの娘）と結婚。彼女との間に大勢の子を儲けた。主要な子供に以下の者がいる。
- 次男ヘンリー・サマセット（1577年 - 1646年） - 第5代ウスター伯位を継承。初代ウスター侯に叙される
- 三男トマス・サマセット（1578年 - 1650年） - サマセット子爵（英語版）（アイルランド貴族）に叙される
- 六男チャールズ・サマセット（1588年 - 1665年） - 旅行家、作家[6]
- 次女キャサリン・サマセット（1575年 - 1624年） - 第6代ウィンザー男爵トマス・ウィンザーと結婚
- 六女ブランシェ・サマセット（英語版）（? - 1649年） - 第2代ウォーダーのアランデル男爵（英語版）トマス・アランデル（英語版）と結婚